# فيرجيل دبليو. رينز
فيرجيل دبليو. رينز (بالإنجليزية: Virgil W. Raines)‏ هو مدرب خيول أمريكي، ولد في 30 مارس 1911، وتوفي في 10 مايو 2000.